# Sciaromium bartlettii
Sciaromium bartlettii là một loài rêu trong họ Echinodiaceae. Loài này được H.A. Crum & Steere mô tả khoa học đầu tiên năm 1958.